# 森川真帆 (アナウンサー)
森川 真帆（もりかわ まほ、1995年4月5日 - ）は、日本のフリーアナウンサー・ラジオDJ。元エフエム富士アナウンサー。東京都板橋区出身、成城大学卒業。

## 来歴
2018年4月 エフエム富士入社。
2022年3月 エフエム富士退社及び結婚を発表。
2022年4月 フリーアナウンサーとして活動開始。
2022年11月 第1子出産を報告。
2023年10月 YBSラジオ にてラジオDJの活動に復帰。「ひる前らじお うるさごぜん」金曜パーソナリティを担当。
2024年1月2日 Youtubeチャンネル「まっほーちゃんねる」を開設。

## 人物・エピソード
- 2020年8月、白須慶子、伊藤ひろのとともにジュエリー大使に就任した[8][9]。

- 中学3年から浜崎あゆみのファンを続けており、ライブに行った等の報告が本人のSNSに上げられている[10]。

- 2023年10月より山梨放送で番組を担当することになったが、同局アナウンサーの森田絵美はアナウンススクールの1期先輩、元アナウンサーの田中千尋は1期後輩で、番組担当以前より面識があった[11]。
- 2023年10月18日、中学3年か高校1年から煩っていた「後天性の間欠性内斜視」の手術を行ったことを公表した。公表した理由は、同じような症状で悩んでいる人の参考になればと考えて、とのこと[12]。
- 筋力トレーニングが趣味で、ボディメイクに関する情報を発信する番組をFM FUJI時代に担当していた。出産後も自身のSNSや担当するラジオ番組でトレーニングの様子を発信している[13]。2024年7月7日に開催された第9回JBBF 東日本フィットネス選手権大会に出場し、初出場ながら ビキニフィットネス 163cm以下級 6位入賞を果たした[14][15]。
- トレーニングを始めたきっかけから大会に出場するまでの自身について語ったインタビュー記事が2025年3月13日に配信された[16][17]。

### フィットネス大会出場歴及び戦績
|   | 日時   | 日時    | 大会                                                 | クラス                         | 戦績                      | 出典   |
| - | ------ | ------- | ---------------------------------------------------- | ------------------------------ | ------------------------- | ------ |
| 1 | 2024年 | 7月7日  | 第9回東日本ビキニフィットネス選手権大会              | ビキニフィットネス 163cm以下級 | 6位入賞                   | [ 15 ] |
| 2 | 2024年 | 7月21日 | 第10回関東ビキニフィットネス選手権大会               | ビキニフィットネス 163cm以下級 | 6位入賞                   | [ 18 ] |
| 3 | 2024年 | 8月3日  | 第8回ビキニフィットネス東京選手権大会                | ビキニフィットネス35歳以下級   | 6位入賞                   | [ 19 ] |
| 4 | 2024年 | 9月29日 | オールジャパン フィットネス チャンピオンシップス2024 | ビキニフィットネス 163cm以下級 | ピックアップ ラウンド敗退 | [ 20 ] |
| 5 | 2025年 | 7月6日  | 第11回関東ビキニフィットネス選手権大会               | ビキニフィットネス 163cm以下級 | 第4位                     | [ 21 ] |
| 6 | 2025年 | 7月21日 | 第9回ビキニフィットネス東京選手権大会                | ビキニフィットネス35歳以下級   | 第4位                     | [ 22 ] |
| 7 | 2025年 | 7月27日 | 第18回 東日本フィットネス選手権大会                  | ビキニフィットネス 163cm以下級 | ピックアップ ラウンド敗退 | [ 23 ] |

## 出演番組

### フリー転身後
- YBSラジオ「はみだししゃべくりラジオ キックス」
  - 月曜13:00 - 16:30（2025年3月31日 - ・いしいそうたろうと）
- YBSラジオ「ひる前らじお うるさごぜん」
  - 金曜 10:00 - 11:58（2023年10月7日 - 2025年3月28日）

### FM FUJI時代
- ACTUS
  - 月・火曜 7:00 - 11:53 (2021年4月5日 - 2022年3月29日、KOUSAKUと)
- Yes! Morning
  - 金曜 6:00 - 10:00 (2020年4月3日 - 2021年3月26日)

- BODY MAKE CLUB
  - 土曜 17:00 - 17:30 (2020年10月3日 - 2022年3月26日)
- みらいterminal
  - 金曜 18:45 - 18:54 (2019年10月4日 - 2022年3月25日)
- FM FUJI開局31周年記念特別番組 みらいterminal ～LOVE & GREEN～[24][注 1]
  - 2019年8月8日 10：00〜15：39 富士登山レポーター
- FM FUJI開局30周年記念特別番組 みらいterminal[25][注 2]
  - 2019年3月3日 10：00 - 15:53
- GOOD DAY内コーナー「森川真帆のHAVE A GOOD DAY!!」
  - 火曜 2018年10月2日 - 2020年3月31日